# 心あゆみ
心 あゆみ（こころ あゆみ、9月21日 - ）は、日本の漫画家。大阪府出身。血液型はA型。

## 来歴・人物
2008年、小学館の『Sho-Comi』増刊12月15日号にて掲載された、「うばわれる、甘く つよく」でデビュー。
デビュー後3作目で本誌読み切り初登場を果たすと、デビューから4作目という早さで『暴君とマリアなキミ』で初連載。そして同年にはデビューFC（単行本）も発売された。
『月刊コミックブレイドアヴァルス』（マッグガーデン）の唐々煙とは代々木アニメーション学院からの友人で、「takeru」・「Replica」でアシスタントをつとめる。
自身の自画像には「ココボボ」という名前があり、ペンネームの心の「ココ」と作者の実名に「ボ」が入っていることからつけられた。

## 作品一覧

### 連載作品
- 暴君とマリアなキミ
- 危険地帯男子〜ケダモノBlack&White〜
- 愛してるよ バイバイ。
- アリス微熱38℃〜We are 翼が丘D.C.〜
- ラブレター Dear×××世界で一番大好きな君へ
- 先生♥アディクト
- パパ禁制ファーストラブ
- 5つのハジメテ-うばわれてもいい、キミになら-

#### シリーズ連載
- 誘惑フラッシュ

### 読み切り作品
- うばわれる、甘く つよく
- 不機嫌なラブサイン
- 微熱チョコレート
- つながれごっこ
- ワルいことしていいですか?
- 思春期〜それはあまく痛いコト。〜
- 生意気ダーリン
- 実験させてよ
- 夏色コンプレックス

## 刊行
- 暴君とマリアなキミ(2009/6/26)
- 危険地帯男子〜ケダモノBlack&White〜（全3巻、2009/10/26-2010/5/26）
- 愛してるよ バイバイ。（全2巻、2010/8/26-2010/11/26）
- 思春期〜それはあまく痛いコト。〜(2011/4/26)
- アリス微熱38℃〜We are 翼が丘D.C.〜（全4巻、2011/5/26-2012/3/26）
- 先生♥アディクト(2012/9/26)
- 生意気ダーリン(2012/11/26)
- パパ禁制ファーストラブ(全2巻、2013/3/26-2013/6/26)
- 誘惑フラッシュ(2013/9/26)
- 5つのハジメテ-うばわれてもいい、キミになら-(2013/11/26)
- 悪のユウワク(2014/6/26)
- 電.撃.婚.約. (2014/10/24)
- 罪×罰〜夜に秘メゴト〜(全3巻、2015/4/24-2016/9/26)
- 禁.断.婚.約.(全13巻、2015/6/26-2020/12/25)
- オトメ・花嫁・16歳(2016/10/26)
- オトメ・花嫁・17歳(2017/5/26)

### オムニバス作品
- 犬彼キュート
  - 「つながれごっこ」収録
- 獣だもの
  - 「つながれごっこ」収録
- エッチしちゃうの!?…コイビトだから!
  - 「思春期〜それはあまく痛いコト。〜」収録